# Serthri Rinpoche
| Tibetische Bezeichnung                      |
| ------------------------------------------- |
| Wylie-Transliteration: gser khri rin po che |
| Chinesische Bezeichnung                     |
| Vereinfacht: 赛赤活佛                       |
| Pinyin:Saichi huofo                         |

Serthri Rinpoche (tib. gser khri rin po che) ist eine wichtige Inkarnationsreihe des Gelugpa-Klosters Lamo Dechen (tib. la mo bde chen) und des Kumbum-Klosters in Amdo (Qinghai). Er zählte zu den sieben großen Hutuktus während der Qing-Zeit in der Hauptstadt Peking. Der 1. Serthri Rinpoche, Ngawang Lodrö Gyatsho (ngag dbang blo gros rgya mtsho; 1635–1688), war Lehrer von Ngawang Lobsang Chöden (Ngag dbang bLo bzang Chos ldan; 1642–1714) und Cangkya Rölpe Dorje (lcang skya rol pa'i rdo rje; 1717–1786) und wurde 1683 zum Ganden Thripa (dga' ldan khri pa) gewählt. Die berühmteste Persönlichkeit der Reihe war der 2. Serthri Rinpoche Lobsang Tenpe Nyima (blo bzang bstan pa'i nyi ma; 1689–1762).
Der gegenwärtige Vertreter ist Chökyi Lodrö Gyatsho (chos kyi blo gros rgya mtsho).

## Liste der Serthri Rinpoches
| #  | Lebensdaten   | Name                                                                             |
| -- | ------------- | -------------------------------------------------------------------------------- |
| 1. | 1635–1688     | Ngawang Lodrö Gyatsho (ngag dbang blo gros rgya mtsho)                           |
| 2. | 1689–1762     | Lobsang Tenpe Nyima (blo bzang bstan pa'i nyi ma)                                |
| 3. | 1763–1772     | Jamyang Tendzin Thrinle Gyatsho ('jam dbyangs bstan 'dzin 'phrin las rgya mtsho) |
| 4. | 1773–ca. 1819 | Ngawang Thubten Thrinle Gyatsho (ngag dbang thub bstan 'phrin las rgya mtsho)    |
| 5. | ?–ca. 1846    | Ngawang Thubten Tenpe Nyima (ngag dbang thub bstan bstan pa'i nyi ma)            |
| 6. | 1847–1902     | Lobsang Thubten Gyatsho (blo bzang thub bstan rgya mtsho)                        |
| 7. | 1904–1932     | Gendün Lungtog Nyima (dge 'dun lung rtogs nyi ma)                                |
| 8. | 1933–         | Lobsang Tenpe Gyeltshen (blo bzang bstan pa'i rgyal mtshan)                      |
| 9. | 1969–         | Chökyi Lodrö Gyatsho (chos kyi blo gros rgya mtsho)                              |

### Nachschlagewerke
- Zangzu da cidian. Lanzhou 2003 (Saichi huofo xitong/gser khri sku phreng rim byon)